# Jérémy Clapin
Jérémy Clapin (París, 13 de febrer de 1974) és un director de cinema, guionista i animador francès.

## Biografia

### Inicis
Jérémy Clapin va estudiar animació a l'École nationale supérieure des arts décoratifs (ENSAD), section animation i al mateix temps també va ser professor de tennis. Després va treballar com a dissenyador gràfic i il·lustrador en premsa i editorial.

### Primers projectes
L'any 2004 va estrenar el seu primer curtmetratge d'animació Une histoire vertébrale, una història d'amor sense paraules, en què s'acaben trobant un home i una dona amb una deformitat cervical inversa. Jérémy Clapin havia dibuixat els primers esbossos de la pel·lícula quan encara era estudiant, el treball real a la pel·lícula va durar uns dos anys. Une histoire vertébrale, produïda per Strapontin i que va ser animada en 3D per Spirit Production, va ser nominada el 2005 al Festival Internacional de Cinema d'Animació d'Annecy. Al Festival de Cinema de Dresden, va guanyar el premi principal del concurs internacional d'animació i va rebre el premi especial del jurat al Festival d'Animació Kokusai d'Hiroshima.
El segon curtmetratge de Clapin, Skhizein, es va estrenar l'any 2008 i va començar la seva carrera a la Setmana de la Crítica a Canes. Tracta el tema de l'esquizofrènia explicant la història d'un home colpejat per un meteorit i que ara viu a 91 centímetres fora de si mateix. La pel·lícula està animada amb el programari 3ds Max i After Effects i Clapin no sols va actuar com a director i guionista, sinó també com a un amfitrió. Skhizein es presenta en nombrosos festivals i va estar nominat al César al millor curtmetratge.
El 2009, Clapin va ser membre del jurat de curtmetratges del Festival Internacional de Cinema Francòfon de Namur i membre del jurat del festival internacional de cinema d'animació d'Annecy de 2010.
Van seguir diversos clips publicitaris, sobretot per a Citroën i Roger Dubuis, abans que Clapin dirigís el seu tercer curtmetratge d'animació el 2012 amb Palmipedarium. Per primera vegada, Clapin utilitza el programari lliure Blender per a l'animació. La història de Palmipedarium torna a centrar-se en un personatge insòlit, aquesta vegada un ànec deformat descobert per un nen que va a caçar amb el seu pare. El nen es fa amic de l'ànec al cap de poc temps."M'agrada quan allò estrany de sobte es fa suportable i fins i tot pren el protagonisme", va dir Clapin en una entrevista del 2018.

### J'ai perdu mon corps

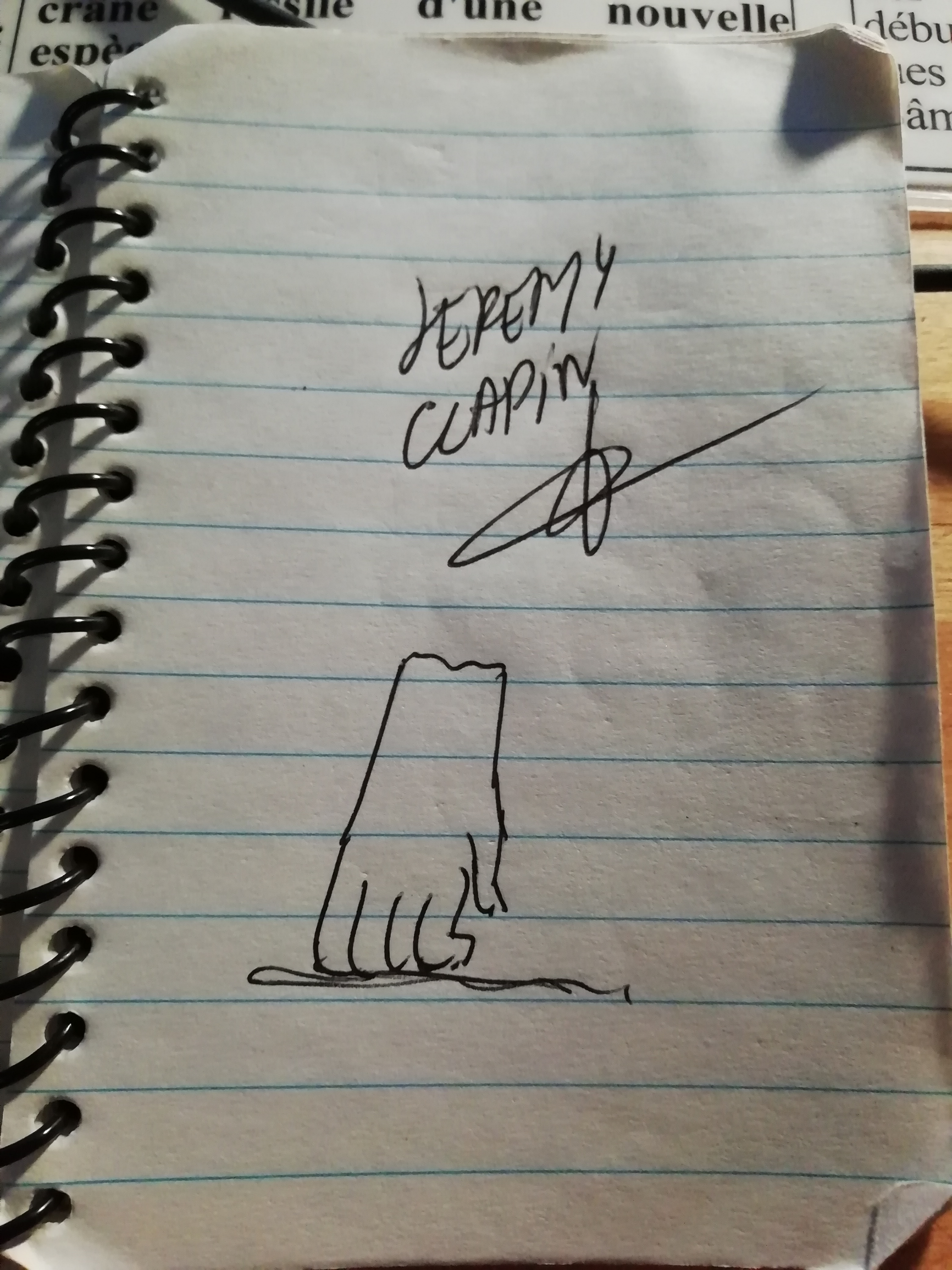
edicació de Jérémy Clapin a la imatge de la mà “protagonista” de J'ai perdu mon corps.

El productor Marc du Pontavice adquireix per a Xilam els drets per adaptar la novel·la Happy Hand, de Guillaume Laurant, guionista d’Amélie, que li va suggerir que visités Jérémy Clapin. Va ser l'any 2011 quan Marc du Pontavice el va convèncer per dirigir la pel·lícula J'ai perdu mon corps, adaptació de la novel·la de Laurant que va coescriure el guió amb el director.
El 2014, es va fer un teaser de 2 minuts a l'estudi Xilam de París per ser emès a Cartoon Movie, a Lió, per tal de cercar finançament. Mentrestant, durant el llarg període d'escriptura i storyboard que va continuar, el gener de 2015 va produir un videoclip amb el títol Innocent del grup estatunidenc Hundred Waters.
J'ai perdu mon corps, realitzada en gran part amb el programari d'animació de codi obert Blender, finalment es va estrenar a sales el 6 de novembre de 2019, constituint així el primer llargmetratge de Clapin. La pel·lícula va guanyar nombrosos premis, com ara el Gran Premi Nespresso de la Setmana de la Crítica del Festival Internacional de Cinema de Cannes 2019, el Cristall d'Annecy del millor llargmetratge i el Públic Premi del Públic Annecy 2019. El 2020, la pel·lícula va ser nominada al'Oscar a la millor pel·lícula d'animació. Va guanyar el César a la millor pel·lícula animació durant la 45a cerimònia dels Premis César.

### Pendant ce temps sur terre
Jérémy Clapin dirigeix el seu segon llargmetratge amb una obra aquesta vegada en imatge eral, acompanyada de nou per la música de Dan Levy. La pel·lícula de ciència-ficció Pendant ce temps sur terre, que està prevista per a l'estrena nacional el juliol de 2024, explica la història duna relació entre un humà i una forma de vida extraterrestre, i és interpretada principalment per Megan Northam, Sofia Lesaffre i Catherine Salée.
La pel·lícula està nominada al 74è Festival Internacional de Cinema de Berlín a la categoria de pel·lícules de ficció. També està programat en competició a les 17ns Hallucinations collectives a Lió.

## Filmografia

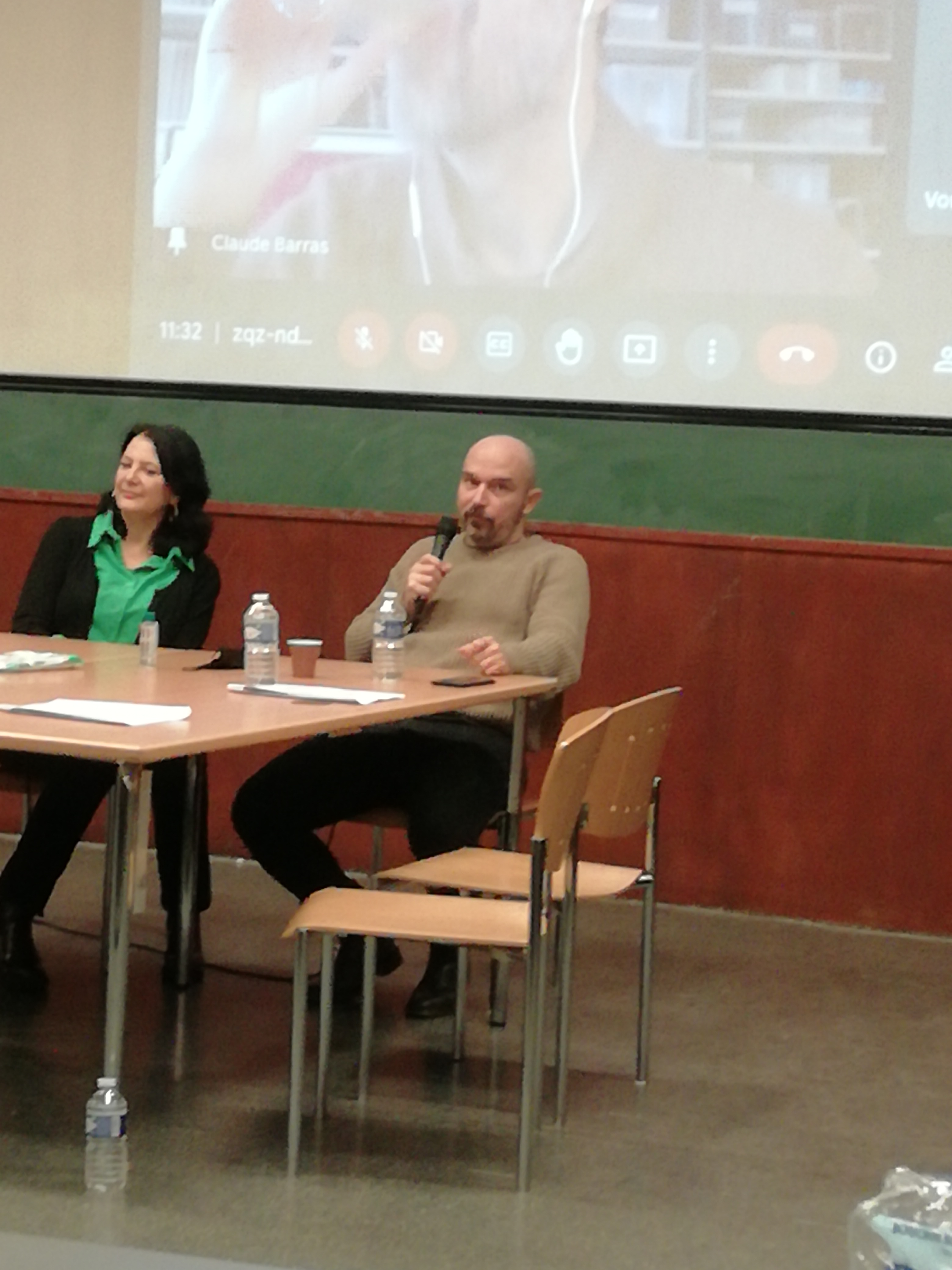
Jérémy Clapin en Masterclass à la Universitat de la Sorbonne Nova, desembre de 2021.

### Curtmetratges d'animació
- 2004 : Une histoire vertébrale[8]
- 2008 : Skhizein
- 2012 : Palmipedarium

### Llargmetratges
- 2019 : J'ai perdu mon corps
- 2024 : Pendant ce temps sur Terre

### Pel·lícules publicitàries d'animació
- 2009 : Good vibration[9] pour Liberty Mutual - assurances - film de commande
- 2009 : Réduire[10] pour Citroën - automobiles

## Distincions
- 2009, per Skhizein :
  - nominació a César al millor curtmetratge
  - Premi al millor curtmetratge d'animació al Festival Internacional de Cinema de Chicago
- 2013, per a Palmipedarium:
  - nominació al Festival Internacional de Cinema d'Animació d'Annecy[11]
  - prix Jabberwocky de bronze alu Festival Internacional de Cinema Etiuda & Anima de Cracòvia[12]
- 2019, per J'ai perdu mon corps :
  - Grand Prix Nespresso a la Setmana de la Crítica del Festival de Canes[13]
  - Cristall de llargmetratge (premi del jurat) i premi/estrena del públic al Festival Internacional de cinema d'Animació d'Annecy[14]
- 2020, per J'ai perdu mon corps :
  - premi a la millor pel·lícula independent, premi al millor guió, premi a la millor música als Premis Annie[15]
  - Lumière a la millor pel·lícula d'animació[16]
  - nominació als Premis Oscar, categoria de millor pel·lícula d'animació[3]
  - César a la millor pel·lícula d'animació, César a la millor música original, nominació César al millor guió adaptat a la 45a cerimònia dels Premis César
- 2024, per Pendant ce temps sur terre :
  - nominació 74è Festival Internacional de Cinema de Berlín, pel·lícules de ficció
  - premi del jove jurat 17ns Hallucinations collectives